# Achaemenes costalis
Achaemenes costalis är en insektsart som beskrevs av Stsl 1866. Achaemenes costalis ingår i släktet Achaemenes och familjen kilstritar. Inga underarter finns listade i Catalogue of Life.